# Cheikh Lô

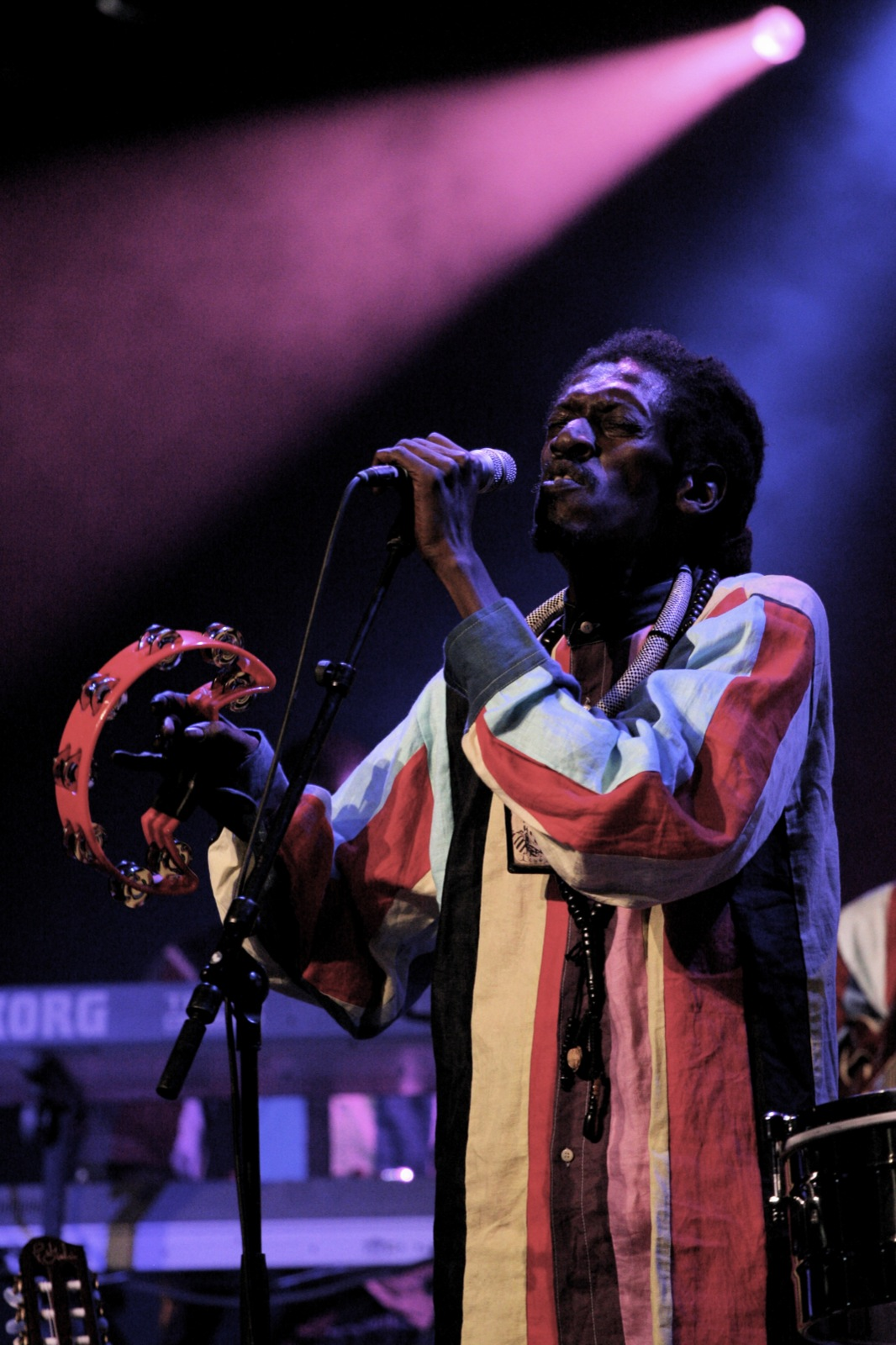
Cheikh N'digel Lo.

Cheikh N'Digel Lô (* 1955 in Bobo-Dioulasso, Burkina Faso) ist ein senegalesischer Musiker.

## Leben
1955 in Bobo-Dioulasso, Burkina Faso von senegalesischen Eltern geboren wuchs Cheikh Lô in Burkina Faso auf. Anstatt sich, wie seine Geschwister, auf das Universitätsstudium vorzubereiten, trat er dem Orchestre Volta Jazz bei, welches sowohl kubanische und kongolesische Pop-Musik, wie auch traditionelle Musik aus Burkina Faso spielt. 1978 zog Lô in den Senegal, um in diversen Mbalax-Bands zu spielen. Als Gitarrist gründete er mit einigen Franzosen und Musikern der Elfenbeinküste 1985 eine Band, mit der er 1987 zu Studioaufnahmen nach Paris zog. Nachdem sich die Band daraufhin kurze Zeit später aufgelöst hatte, blieb Cheikh Lô als Aushilfsmusiker in Paris, um nebenher an seinem eigenen Musikstil zu experimentieren. Hierfür vermengte Lô seine eigenen Mbalax-Ursprünge mit Reggae und dem kongolesischen Soukous-Stil. In Paris kam er unter anderem mit Papa Wemba zusammen und nahm 1990 eine erste Kassette in Dakar auf. 1995 erschien Lôs Debütalbum Ne La Thiass, welches von Youssou N’Dour produziert wurde und für den er auf dessen Europa-Tour im Vorprogramm auftreten sollte.
Cheikh Lô ist Mitglied der Baye Fall, einer Gruppierung innerhalb der muslimischen Muridiyya Bruderschaft. Als solches ist er angehalten Dreadlocks zu tragen, was ihn fälschlicherweise oft ins Umfeld der Rastafari stellt.

## Auszeichnungen
- 1997: KORA All African Music Awards in der Kategorie Aufsteigender Künstler[2]

## Diskographie
- Ne La Thiass (1996)
- Bambay Gueej (1999)
- Lamp Fall (2005)
- Jamm (2010)
- Balbalou (2015)